# 1128 w literaturze
Wydarzenia literackie w 1128 roku.

## Urodzili się
- Alan z Lille, francuski teolog i poeta (zm. 1202 lub 1203)
- Ali ibn Muhammad ibn al-Walid, muzułmański teolog (zm. 1215)
- Ruzbihan Baqli, perski poeta (zm. 1209)
- Stefan z Tournai, francuski teolog (zm. 1203)

## Zmarli
- Abu Ibrahim ibn Barun, hiszpański gramatyk (rok narodzin nieznany)
- Juefan Huihong, chiński poeta (ur. 1071)